# B is for B-sides
B is for B-sides is een verzamelalbum van de Amerikaanse ska-punkband Less Than Jake. Het album werd uitgegeven op 20 juli 2004 via Sire Records en bestaat uit nummers die zijn opgenomen tijdens de opnamesessies voor het studioalbum Anthem (2003), maar het album niet hebben gehaald. Later, in 2005, werd een remix-versie van het album uitgegeven getiteld B is for B-sides (Remixed). Dit album werd uitgegeven via Fueled by Ramen op cd en 10-inch vinyl.

## Nummers
1. "Portrait of a Cigarette Smoker at 19" - 3:16
2. "Sleep It Off" - 2:25
3. "Last Rites to Sleepless Nights" - 2:18
4. "Bridge and Tunnel Authority" - 3:28
5. "Goodbye in Gasoline" - 2:33
6. "A.S.A.O.K." - 2:08
7. "Jay Frenzal" - 1:16
8. "Showbiz? Science? Who Cares?" - 2:21
9. "Sobriety is a Serious Business and Business isn't So Good" - 0:47
10. "Nine-One-One to Anyone" - 2:22
11. "Robots One, Humans Zero" - 2:42
12. "National Anthem" - 2:12